# Вінницький медичний коледж імені академіка Данила Заболотного
Ві́нницький меди́чний ко́ледж і́мені акаде́міка Дани́ла Заболо́тного (ВМК) — вищий навчальний заклад II рівня акредитації.

## Загальна інформація
В ряду відомих медичних навчальних закладів України Вінницький медичний коледж ім. акад. Д. К. Заболотного займає почесне місце. Його 90-річчя збіглося з 20-ю річницею Незалежності України.
Творча праця всіх членів педагогічного колективу та допоміжного персоналу, історичні традиції дозволили створити добру навчально-матеріальну і наукову бази для підготовки спеціалістів високого ґатунку для практичної охорони здоров'я. За 90 років існування навчального закладу змінювався керівний склад та склад педагогічних кадрів, співпрацівників, але всі вони прагнули покращити умови для навчання, розвитку кожної особистості в отриманні найгуманнішої професії медичного працівника тисячам студентів, нашим випускникам.

## Підготовка студентів
Реформа системи охорони здоров'я в Україні, перехід на принципи первинної медико-санітарної допомоги населенню та бюджетно-страхової медицини, становлення ринкових відносин, розвиток наукових та професійних зв'язків з іншими державами потребують удосконалення існуючої системи підготовки медичних працівників на рівні світових стандартів. Вимоги до якості підготовки спеціалістів зростають, спонукуючи до вдосконалення методів навчання й поліпшення технічного забезпечення наочності. Кваліфікований навчальний процес в коледжі забезпечують 143 досвідчених фахівці, серед яких 2 кандидати медичних наук, 69 викладачів вищої категорії, 38 викладачів I категорії, 15 викладачів ІІ категорії, 21 спеціаліст; з них 30 викладачів-методистів, 2 старших викладачі.

### Головні напрямки підготовки спеціалістів у Вінницькому медичному коледжі
- Лікувальна справа
- Сестринська справа
- Акушерська справа
- Стоматологія ортопедична
- Медико-профілактична справа
- Лабораторна діагностика
- Фармація

## Матеріально-технічна база
Коледж розташований в 2-х навчальних корпусах, має сучасну навчально-матеріальну базу, 2 студентських гуртожитки, працюють 2 спортивних зали з тренажерами, В навчальних корпусах діють дві їдальні, 2 актові зали, дискоклуб з необхідною музичною та відеотехнікою.
Коледж забезпечений найсучаснішим матеріально-технічним обладнанням, яке є в достатній кількості і дозволяє готувати фахівців на високому рівні. Навчально-матеріальна база коледжу постійно вдосконалюється, оновлюється. Навчальні кімнати у лікувально-профілактичних та санітарно-епідеміологічних установах міста мають методичне забезпечення та все необхідне для відпрацювання і закріплення практичних навичок.

## Дозвілля студентів
В коледжі діє підлітковий клуб, в якому працюють різноманітні гуртки художньої самодіяльності, проводяться тематичні вечори та вечори відпочинку.

## Музей
Центром пошукової роботи, невичерпного джерела історії є музей коледжу. Експозиційні стенди містять фото, документи, підручники, малюнки студентів і викладачів, фотоальбоми педагогічних династій, які працюють у коледжі, характеризують не тільки історію коледжу, а й основні риси епохи існування закладу, його 90-річної історії.

## Історія коледжу
Коледж заснований у 1921 році як Вінницьке медичне училище, яке у 1994 р. перейменовано у Вінницький медичний коледж ім. академіка Д. К. Заболотного.

### Довоєнний період розвитку коледжу (1921—1940)
До революції 1917 року на Вінниччині не було медичних навчальних закладів, де б готувалися середні медичні працівники.
Першими заходами радянської влади була організація охорони здоров'я народу. На порядку денному було питання про відкриття медичних навчальних закладів в різних куточках держави, в тому числі і на Поділлі, зокрема, у Вінниці.
Так, у 1921 році у місті Вінниці починає працювати акушерська школа.
В документах Вінницького медичного училища (текстовий звіт за 1935—1936 роки) вказано, що Вінницька фельдшерсько-акушерська школа створена у 1921 році.
Першим директором цього навчального закладу (акушерської школи) був Реміга Олександр Лаврентійович. Він обіймав посаду директора школи та завідувача курсів з 1921 по 1932 рік.
Після відкриття фельдшерсько-акушерської школи були створені різноманітні медичні курси: червоних сестер, братів і сестер милосердя, материнства та дитинства та інші.
З 1935 по 1940 рік мережа амбулаторно-поліклінічних установ на території області збільшилася вдвічі. Все це принесло позитивні наслідки: різко знизилася загальна і інфекційна захворюваність, скоротилася кількість хворих на туберкульоз, трахому, малярію. Обсяг медичної допомоги роділлям склав 95 %.

### Післявоєнний період
Після визволення міста Вінниці від німецько-фашистських загарбників у 1944 році починається відновлення занять у Вінницькій фельдшерсько-акушерській школі. В перші роки колектив школи працював в складних умовах: не було приміщення, підручників, медичної апаратури, інструментарію.
З 22 березня 1945 року директором школи призначається Муравйов Дмитро Федорович, який очолює її до 1947 року. Він народився у 1887 році. У 1914 закінчив медичний факультет Варшавського університету. Під час роботи директором він організував навчальний процес майже на порожньому місці та домігся встановлення документації, що була знищена фашистами.
Вінницька фельдшерсько-акушерська школа після визволення міста Вінниці від фашистських загарбників у квітні 1944 року працювала, в повній мірі надавала кваліфікацію випускникам, які були потрібні всім фельдшерсько-акушерським пунктам у лікувально-профілактичних установах області та за її межами.
1947 рік
Після повернення з фронтів Німецько-радянської війни школу вдруге очолює Лойферман А. Г. У 1947 році він одразу настроює педагогічний колектив на відновлення навчально-матеріальної бази школи, створення нормальних умов для навчання студентів та членів педагогічного колективу.
У 1949 році у школі нараховувалось 45 викладачів. У звітах відзначені найкращі із них: Головцев М. М. — викладач хірургії, доцент; Мазо С. Б. — викладач фізіології.
Перелік середніх медичних шкіл, в яких фельдшерські або акушерські відділення перетворюються з 1948—1949 року у фельдшерсько-акушерські відділення.
З 1948—1949 навчального року до зуболікарських шкіл приймаються особи з освітою в обсязі повної середньої школи.
Школа працює у посиленому режимі: поповнюється навчальна база, збільшується набір студентів, відповідно і випускників, які необхідні у найвіддаленіших куточках держави.
Педагогічний колектив збільшився до 60 викладачів, 760 учнів. За наслідками літньої екзаменаційної сесії у школі 40 відмінників.
Щомісяця випускалися загально-шкільна учительська та курсові газети. У 1954 році Вінницька фельдшерсько-акушерська школа отримує статус медичного училища.
1955 рік
Рік знаменний тим, що було випущено 240 чоловік, 20 із яких добровільно поїхали на освоєння цілинних земель по комсомольських путівках. В 1956 році 50 випускників добровільно поїхали на постійну роботу в Казахську та Туркменську республіки.
Фельдшерсько-акушерські пункти області повністю укомплектовані випускниками училища.
Проведені зустрічі учнів з письменниками, лауреатами Ленінських премій Нагнибідою, Чабановським, з вінницькими поетами-початківцями: Юхимовичем, Білкуном, Панченком, Усачем.
1958 рік
26 грудня колектив медичного училища виступив з ініціативою створення Вінницького відділення товариства радянсько-польської дружби.
Організований університет культури. Працювали стрілецький та авто- мотогурток.
1961 рік
З 1 вересня було поновлено роботу санітарних патрулів по місту та були організовані курси по догляду за хворими з числа неорганізованого населення.
На денному відділенні навчалося 925 учнів, на вечірньому — 188; на заочному — 292. Відмінників — 43.
Художня самодіяльність училища посіла перше місце серед технікумів міста.
1964 рік
На денному відділенні навчається 1023 учнів. Успішність склала 99,6 %, відмінників — 97. Штатних викладачів — 70.
Секретарем партійного бюро був обраний Кондрацький Володимир Федотович, учасник Другої Світової війни. В цьому ж році навчальний заклад отримує власне приміщення на вулиці Котовського, 4 (будинок побудовано у 1905 році). Це стало великою подією у житті педагогічного колективу і студентства. Розпочинається добудова закладу.
1966 рік
Знаменним для навчального закладу став цей рік: училищу було присвоєно ім'я академіка Данила Кириловича Заболотного, видатного вченого-епідеміолога, першого президента Академії наук України, дійсного члена Академії наук СРСР, нашого земляка.
У зв'язку з цим широко проводилися екскурсії в село Заболотне (музей Д. К. Заболотного), музей-садибу М. I. Пирогова, в місто Київ.
Училище стає багатопрофільним закладом з висококваліфікованим педагогічним колективом. У 1968 році училище стає базовим для медичних училищ Вінницької та Житомирської областей.
Учні училища займались не тільки навчанням, в позаурочний час працювали на шарикопідшипниковому заводі, брали участь в озелененні міста, благоустрої міського парку культури, ботанічного саду, у вирощуванні лікарських рослин, на будівництві Палацу піонерів.
На ремонті училища та гуртожитку зекономлено 2 тисячі крб., які було використано на поновлення бібліотечного фонду.
1967—1968 роки
Ці роки знамениті тім, що на однорічні курси медичних сестер для дошкільних установ поступила Юлія Рябчинська чемпіона ХХ Олімпійських ігор в Мюнхені (1972 рік)
Вона народилась у 1947 році в районному центрі Піщанка на Вінниччині, у багатодітній сім'ї. З дитинства працювала на ланах. Тут закінчила школу. Вчилась непогано, але в атестаті все ж було дві трійки і одна з них з фізичного виховання. Однокласники любили веселу дівчину, яка захоплювалась співами й танцями, мріяла потрапити до естрадно-циркового училища, але її не прийняли. Юлія влаштувалась на курси медичних сестер у Вінниці. Саме тут вперше побачила веслування запалилась бажанням самій сісти у тендітну байдарку. 5 вересня 1972 року Юля веслом спробувала олімпійську воду. Була перемога! Це був тріумф! Тріумф Юлії Рябчинської. В 1973 році Юлія трагічно загинула. Похована вона у рідній Піщанці. У школі, де навчалась Юлія, створено музей, її ім'ям названа вулиця в Піщанці і м. Поті (Грузія, де вона загинула).
На корпусі № 2 медичного коледжу ім. акад. Д. К. Заболотного розміщена меморіальна дошка «В цьому будинку в 1967—1968 роках навчалась Юлія Рябчинська чемпіонка ХХ Олімпійських ігор з веслування на байдарках і каное.»
1969 рік
На початку року кількісний склад студентів виріс, збільшився прийом, нараховувалось студентів до 1227 чоловік, якісний показник становив 99,3 %, відмінників було 85 чол., штатних викладачів — 89 чол., четверо із них працюють над кандидатськими дисертаціями: Бабієць, Афанасюк, Миронюк, Сокірянська. Звання кандидата медичних наук одержала викладач П'ятигорська. 6 викладачів удосконалювали свою майстерність на курсах.
1970 рік
В цьому році будівельний загін училища працює на будівництві Ладижинської ГРЕС.
1971 рік
25 вересня училище відзначило своє 50-річчя.
1972 рік
Директором училища призначається Островський Юрій Іванович, заслужений лікар України. Новий керівник приклав багато зусиль до поліпшення побутових умов студентів. Училище отримало гуртожиток на вулиці Писарєва. Це дало можливість значно покращити стан забезпеченості студентів житлом. В ньому проживало 200 студентів. У цей час кількість студентів невпинно зростає, заняття проводяться у дві зміни. Виникає нагальна потреба у будівлі нового навчального корпусу, — Юрій Іванович вирішує питання про фінансування будівлі нового навчального корпусу. Незабаром Островського Ю. І. призначають головним лікарем обласної лікарні.
1981 рік
На посаду директора училища призначається Слічний Олександр Іванович. Він народився у 1937 році в сім'ї селянина. Вінницький медичний інститут ім. М. I. Пирогова закінчив у 1967 році. Працював лікарем-педіатром в Сутиській дільничній лікарні. З 1971 по 1981 рік займав посаду головного лікаря Вінницької міської лікарні № 1. Нагороджений Знаком «Відмінник охорони здоров'я», медаллю «За трудову доблесть».
Провів велику роботу по реконструкції матеріальної бази в навчальному корпусі № 2. Підготував всю документацію для будови нового навчального корпусу та домігся виділення земельної ділянки під його будову.

### 1984—2003 роки
1984 рік
З 1984 року Вінницьке медичне училище очолює Тарасюк Володимир Семенович — професор, заслужений лікар України.
Під його керівництвом побудовано навчальний корпус № 1 для 960 студентів та дев'ятиповерховий гуртожиток № 2 на 680 місць, що дало можливість повністю забезпечити студентів житлом; розпочато будівництво третього гуртожитку для молодих студентських сімей. Але за браком коштів будівництво було передане Управлінню охорони здоров'я, в добудованому корпусі видано 4 квартири для співпрацівників коледжу.
У навчальному корпусі № 1 розміщені просторі спортивний та актовий зали, їдальня, 90 кабінетів, лабораторії, обладнані передопераційна та операційна з усім необхідним інструментарієм та апаратурою для оперативного втручання; передпологовий та пологовий зали, в яких можна вести підготовку та ведення пологів; своя телестудія із кабельним телебаченням; 6 комп'ютерних класів та персональні комп'ютери допомагають вести дослідницьку і видавничу роботу.
11 років поряд із В. С. Тарасюком на посаді заступника директора з навчально-виховної роботи працювала Бєлова З. П. З її ініціативи та участі оформлені 3 музеї, які відображають історію медицини, історію коледжу, музей Д. К. Заболотного та інше. Невичерпна енергія, ентузіазм, широкий кругозір Бєлової З.П допомогли значно поліпшити естетику закладу, запровадити інноваційні методи навчання, дозволили знаходитись коледжу на провідному місці.
8 років разом з директором працювала заступником директора з навчальної роботи Тарасюк В. І., випускниця коледжу 1969 року. Вона створила чітку систему контролю, яка охоплює всі напрямки навчально-виховного процесу, і дозволила втілити та удосконалити модульно-рейтингову систему навчання, комп'ютеризацію навчально-виховного процесу, організацію позаудиторної роботи студентів.
1985 рік
Училище втретє нагороджено перехідним призом Міністерства оборони СРСР за досягнуті показники у підготовці спеціалістів для Збройних Сил СРСР (військовий керівник — Москаліков I.Н.)
Введене традиційне вересневе свято посвяти в студенти медичного училища на урочистій лінійці.
У 1985 році відзначалася 40-ва річниця Перемоги. В рамках підготовки до свята проходили зустрічі з Героєм Радянського Союзу Ковальчуком I.I., випускником нашого училища, а також із співробітниками закладу — учасниками Другої Світової війни. В цьому році затверджені два перехідних кубки: двічі Героя Радянського Союзу I.М.Бойка, випускника нашого навчального закладу;
підпільника Станіслава Дудковського, студента нашого училища, по звірячому закатованого фашистами.
Перехідні кубки щороку вручаються групі-переможцю під час «Дня здоров'я».
На базі училища 15-16 листопада проведена Республіканська нарада-семінар заступників директора з навчальної роботи і методистів базових медичних училищ УРСР.
Закладено фундамент нового навчального корпусу на вул. Пирогова, 57. На земельних роботах працювали всі, від студента до директора. Винесено близько 6000 м³ землі. Силами співробітників був підготовлений майданчик під будівлю корпуса.
Поряд з фізичною працею виконувались навчальні плани і проводилась виховна робота із студентами.
Працював студентський будівельний загін (СБЗ «Медик-85») в Шипинках і Шевченковому (одинадцяте літо), командир загону Овчарук А. О., комісар Лопатюк С. А. — випускник зуботехнічного відділення училища, викладач.
У 1985—1986 навчальному році випущено 514 спеціалістів, 97 — з відзнакою (денне відділення — 72 студенти, вечірнє — 25).
У цьому ж році за наслідками Всесоюзного змагання колективів середніх і вищих медичних навчальних закладів Вінницьке медичне училище вибороло третє місце у Радянському Союзі і нагороджено Дипломом і грошовою премією в розмірі 1520 карбованців.
За наслідками соцзмагання гуртожиток (вул. Писарєва) нагороджений Почесною грамотою ЦК профспілок медичних працівників і Міністерства охорони здоров'я СРСР і грошовою премією в розмірі 1000 крб.
Кожен викладач і учень училища відробили по 3 дні на будівництві нового навчального корпусу. Всі працювали під гаслом: «Свій дім — своїми руками».
Учні і педагогічний колектив готувалися до XXVII з'їзду КПРС та КП України. 33 студенти-відмінники отримали право підписати рапорт комсомольської організації училища XXVII з'їзду КПРС. Районний рапорт підписали: Демідова Тетяна, Іванова Алла, Карчевська Валентина; від обласної комсомольської організації — Черноконь Володимир, Ленінський стипендіат (потім курсант Військово-медичної академії ім. Кірова, м. Ленінград; тепер — зав. відділенням у військовому медичному центрі ВПС України, дисертант).
Відбулося розширене засідання КІДа (керівник Луцкер Ю. Е.) та зустріч з учасником XII Всесвітнього фестивалю студентів у Москві, студентом медичного інституту Романом Матяшем.
Студентка училища Вікторія Долгих в складі танцювального ансамблю «Подоляночка» взяла участь у культурній програмі XII Всесвітнього фестивалю, зараз вона кандидат медичних наук, асистент кафедри фармакології медуніверситету.
Набула широкого розвитку гурткова робота учнів училища. На регіональній виставці технічної творчості технікумів прилади «Електронна няня» та «Раціональне харчування» посіли I місце.
Переможці в соцзмаганні «Найкраща група училища» здійснили подорож до м. Вільнюса (керівники групи Сердюкова Р.I., Юшкова Л. С.).
За 1986—1987 навчальний рік підготовлено 460 фахівців, у тому числі 220 зі спеціальності «Сестринська справа» (104 випускники — вечірня форма навчання).
На рахунок допомоги у ліквідації наслідків аварії на Чорнобильській АЕС педагогічним та студентським колективом перераховано 2770 крб. На рахунок Радянського фонду миру — 1535 крб. 26 коп.
1986 рік
У жовтні була організована зустріч викладачів і студентів з головним редактором Великої Медичної Енциклопедії, академіком Б. В. Петровським, який подякував директорові за критичні зауваження та пропозиції щодо підготовки другого видання короткої медичної енциклопедії.
Узагальнено досвід роботи клубу «Патріот Батьківщини» з військово-патріотичного виховання учнів. Керівник клубу — викладач Москаліков I.К.
28 грудня виповнилося 120 років від дня народження Д. К. Заболотного. Цього дня в училищі відкрито музей Д. К. Заболотного. Директором музею на громадських засадах призначена викладач Назаренко Н.I.
Студент училища — Войцехівський Олександр, староста групи, безкоштовно віддав 200 мл крові для порятунку роділлі, у якої пологи ускладнилися кровотечею.
На адресу училища поступило багато листів з висловлюванням подяки студентам училища: від директора Вінницького будинку-інтернату для людей похилого віку Л. Ф. Сєрової; колективу консультативної поліклініки обласної лікарні ім. М. I. Пирогова; Альберта Ліханова — голови правління Радянського дитячого фонду миру.
1987 рік
Вперше проведений конкурс з ритмічної гімнастики, який увійшов в життя училища як конкурс аеробіки.
14 жовтня 1987 року відкрив двері новий навчальний корпус на 960 місць. Відбувся урочистий мітинг за участю будівельників та представників радянських гілок влади. Неофіційним комендантом корпусу став завідувач медсестринського відділення Токар В. В., він очолює профспілковий комітет коледжу, сьогодні — заступник директора з навчальної роботи.
Проведені конкурси: «Ерудит» за участю випускників училища, «Найкращий за фахом», «Живі картини», «Нумо, дівчата», аеробіки, вечори-засідання КІДа, День здоров'я та інші.
Команда дівчат-волейболісток у складі: Бойченко Н., Дмитренко В., Богуцької О., Гендельман С., Запорощенко Л., Пасічник В., Корчевої О., Шлягун Л., Франчук О. вийшла на республіканський рівень (готував команду викладач Ройзман Л. Д.).
У новому навчальному корпусі йшла інтенсивна робота з оформлення кабінетів та лабораторій.
В училищі працювали два загони «Милосердя» (класні керівники: Левкович Л. М., Бондарчук О. В.).
Відбулася зустріч випускників училища першого післявоєнного випуску (1947) — «40 років тому». На зустріч з'їхалися випускники 1947 року, був присутній колишній директор училища Лойферман А. Г.
1989 рік
Студенти училища взяли участь у Всесоюзному перепису населення: Надобко Р. Н., Свідра I.П., Зозуля О. Ю., Демитрієва О. В., Поберезька Н.I., Мамчур О.I., Вольф В. Б., Клепацька О. А. В ці дні студенти зібрали кошти та промислові товари постраждалим від землетрусу в Вірменії під гаслом «Чужої біди не буває». Студентами та викладачами зібрано 2932 карбованці.
День донора був традиційним в училищі. Голова первинної організації «Червоного Хреста» — Любарець Г. У. Команда КВК училища вперше взяла участь в міській «Гуморині» i одержала перемогу над командою медичного інституту, вийшла у півфінал, де зустрілась із командою КВК заводу ім. 60-річчя Жовтня. Члени команди: Штейнберг В. — капітан команди, Вінокурова Ф, Волосевич А., Варфоломєєв А., Мінкін В., Царапора О., Будзінська С., Борщева I., Міокумович В., Чорний I., Пушкар О., Волощук В., Щуцька С., Погосян О., Тихолаз С., Фундамент В. Всі члени команди нагороджені путівками вихідного дня з 13 по 20 березня 1989 р. за маршрутом «Вінниця-Ворошиловград».
Відбулася зустріч з ветеранами 241 дивізії, яка визволяла у 1944 році м. Вінницю: із Юрієм Іваном Кириловичем (ветераном 241 дивізії, проживає в с. Вила Томашпільського району); Воробйовою Вірою Максимівною, Балсуновою Надією Йосипівною (сестрами бійця дивізії Любові Карцевої, яка загинула під час визволення міста Вінниці).
У 1989 році заступник міністра охорони здоров'я УРСР Отрощенко А. вручив училищу Перехідний червоний прапор за зайняте I місце у Всесоюзному змаганні серед всіх медичних середніх і вищих закладів Радянського Союзу та грошову премію.
Директор училища — Тарасюк В. С. — був учасником з'їзду Всесвітньої організації охорони здоров'я у Москві.
14-16 грудня Міністерством охорони здоров'я України на базі училища проведена конференція «Ефективні форми і методи навчання у викладанні клінічних дисциплін».
1990 рік
Училище взяло участь у Всесоюзній виставці технічної творчості і посіло I місце.
У Москві на ВДНГ був представлений навчально-демонстраційний комплекс «Тренажери — у навчальний процес» (автори — Тарасюк В. С., Дякова Л. С., Компанець В. С.), за який отримали три срібні медалі ВДНГ СРСР.
В обласному конкурсі кабінетів суспільних дисциплін кабінет училища (завідувач кабінету Абрамов А. П.) отримав I місце.
Був проведений благодійний ярмарок з метою надання допомоги потерпілим від Чорнобильської аварії.
26 травня 1990 року відкрито музей історії училища (корпус № 1, III поверх). Першими відвідувачами музею стали ветерани училища, ветерани Другої Світової війни (директор музею на громадських засадах — викладач Поп Л.I.).
Влітку в с. Жорнище працював загін «Медик-90».
Студент фельдшерського відділення Човган Сергій обраний делегатом республіканської комсомольської конференції, яка проходила в м. Тернополі.
Налагоджені дружні зв'язки з Польщею, «Об'єднанням медичних шкіл ім. Я.Корчака» в Стараховицях. Здійснився обмін делегаціями. У складі делегації училища були: Тарасюк В. С. (директор); Парой М. В. (методист); Токар В. В. (завідувач медсестринського відділення); Дякова Л. С. (викладач терапії); Мудрик А. В. (секретар комітету комсомолу).
Відбулася зустріч із студентами-іноземцями, які навчаються у вищих навчальних закладах м. Вінниці.
Команда дівчат у складі: Корчевої О., Франчук О., Запорощенко Л., Шлягун Л., Гендельман С., Дмитренко В., Пасічняк В. отримала право на участь у першості СРСР з волейболу серед середніх навчальних закладів України.
Перше місце в регіональній олімпіаді з біології (викладач Волощук С. Д.) отримали студенти: Побережна Т., Гордієнко Т., Руденко О.
Збірна команда легкоатлетів (тренер Вітер В. М.) в естафеті на приз газети «Вінницька правда» посіла перше місце.
Вирішені соціально-побутові питання: відкрив двері новий дев'ятиповерховий гуртожиток на 680 місць, який повністю забезпечив студентів житлом (вул. Пирогова, 57-а). У гуртожитку було відкрито спортивні тренажери, які дали можливість студентам удосконалювати фізичні якості організму, підвищити стан здоров'я, прищепити здоровий спосіб життя.
1991 рік
20-21 квітня на стадіоні «Локомотив» спортивна команда училища взяла участь у спортивних змаганнях середніх спеціальних навчальних закладів. П'ять студентів були включені до збірної команди області для участі в республіканських змаганнях. Студент Викалюк отримав медаль абсолютного чемпіона міста серед профтехучилищ і середніх навчальних закладів.
За роботу «Профорієнтація і профвідбір у медичний коледж в інтересах пріоритетного розвитку села» отримано срібні медалі ВДНГ СРСР (автори: доц. Тарасюк В. С., проф. Компанець В. С., к.пс.н. Лойко Л. С., доц. Недорізанюк О. М.).
Відбулася зустріч студентів училища з воїнами-афганцями, випускниками училища: Тарасюком Петром, Шевчуком Ігорем, Цвігуном Олександром, Вергелесом Володимиром, Черешнюком Анатолієм, Горбатюком Олександром, Гріньом Віктором, Фрицюком Юрієм, Кляузовим Іваном, Павлюком Віктором, Власюком Ігорем, Юдіним Євгеном, Мельниченком Олегом, Кухарем Володимиром, Бабіним Сергієм, Гайдайчуком Дмитром, Мацьком Андрієм, Сторожуком Сергієм, Рахімовим Євгеном Мустафовичом — викладачем ПВМП.
1993 рік
Вперше з ініціативи дирекції коледжу проведений конкурс серед викладачів медичних навчальних закладів регіону «Викладач року-92». Переможцем першого конкурсу стала викладач дитячих хвороб Вінницького медичного училища Титаренко Г. Г.
1994 рік
У регіональному конкурсі «Викладач-терапевт 1993 року» Бобровська Т. В. посіла перше місце.
На базі училища проведено республіканську нараду-семінар викладачів інформатики та обчислювальної техніки з 34 училищ України на тему «Використання засобів обчислювальної техніки у навчальному закладі».
Створено 40 програм для використання на ЕОМ з клінічних дисциплін. Розпочато роботу по створенню навчальних відеофільмів.
Створено чотири відеофільми: три з клінічних дисциплін, один — з досвіду роботи викладачів циклової комісії загальномедичних дисциплін.
Виданий наказ директора «Про перемогу училищної команди КВК» № 41-К від 15 травня 1994 року. Пунктом 3 передбачено створення постійнодіючого КВК для визначення найкращої команди училища.
Проведена XII об'єднана наукова медико-технічна конференція з міжнародною участю.
Відбулася акредитація та атестація училища. Відповідно до рішення Міжгалузевої акредитаційної комісії від 21 червня 1994 року та наказу Міністерства освіти України від 13 липня 1994 року № 229 Вінницькому медичному училищу ім. акад. Д. К. Заболотного надана ліцензія на право здійснення освітньої діяльності за другим рівнем акредитації, i училище перейменоване у Вінницький медичний коледж ім. акад. Д. К. Заболотного.
Обладнано анатомічний зал з двома секційними кімнатами (керівник Годлевська Г. В.); закінчено обладнання тренажерного залу для силової підготовки студентів (керівник — викладач фізичного виховання Левіт Л. С.).
16 грудня 1994 року відбулася презентація Вінницького медичного коледжу ім. акад. Д. К. Заболотного.
Започаткована підготовка фахівців за новою спеціальністю медсестер-бакалаврів в кількості 30 осіб. Класний керівник (куратор групи) — Любарець Г. У. Організовано перший в області медико-біологічний ліцей для обдарованої молоді. Проведено перший прийом 30 учнів на базі 9 класів. Відбір в ліцей проводився шляхом психологічного тестування учнів, які навчалися у школі на «4» i «5», куратор групи Жураківська Л. С. Станом на кінець 1994 року коледж має сучасну матеріально-технічну базу: два навчальні корпуси, два гуртожитки зі 100 % забезпеченням студентів житлом, комплекс із стадіоном, два спортивних зали, тренажерний спортивний та тенісний зали, анатомічний та секційний зали, 31 лабораторію, 59 кабінетів, 5 комп'ютерних класів (понад 300 навчальних комп'ютерних програм), 17 навчальних кімнат у лікувальних установах міста, бібліотеку з фондом у 55 тис. екземплярів, 3 музеї: музей історії медицини, музей Д. К. Заболотного та музей історії коледжу; телестудію з демонстрацією навчальних відеофільмів.
1995 рік
У м. Львові проводився колоквіум з науково-дослідницької та гурткової роботи студентів медичних закладів України I та II рівнів акредитації. Студентка коледжу Олдріна I. посіла перше місце (керівник — викладач Погоріла Л. Ю. — дисертант коледжу).
На обласній виставці технічної творчості та творчих робіт модель «Фотополімеризатор для виготовлення зубних протезів» (старший викладач Реліцький В. А.) була високо відзначена грамотою за високу техніку виготовлення.
В регіональному конкурсі «Викладач року» перше місце посів викладач хірургії Вознюк Д.I.
Виконано та захищено одну дисертацію на здобуття наукового ступеня кандидата психологічних наук Дяковою Л. С. — викладачем сестринської справи (наукові керівники — доцент Тарасюк В. С., доцент Білоус П. Д.).
Проведено дві науково-практичні конференції та видані збірники тез: «Від училища — до коледжу»; «Науково-практичну роботу — у навчально-виховний процес».
Підготовлено до друку та подано в Міністерство охорони здоров'я України збірник тестів (I, II, III рівнів складності для програмованого контролю знань студентів) авторів: Тарасюка В. С., Титаренко Г. Г., Новицької Л. А., Любарець Г. У., Кочкудана В. П. Отримано 10 посвідчень на раціоналізаторські пропозиції.
Викладачами коледжу опубліковано 75 науково-методичних та науково-дослідницьких робіт.
Затверджено теми кандидатських дисертацій (Погоріла Л. Ю., Павленко I.Ю.).
Студенти коледжу взяли участь у підготовці міського свята на честь 50-річчя Перемоги у Великій Вітчизняній війні.
У міській спартакіаді команда студентів коледжу посіла перше місце (керівник — викладач фізичного виховання Рафальський С. В.).
Видано збірку тез доповідей та кольоровий буклет «Вінницький медичний коледж ім. акад. Д. К. Заболотного».
На базі коледжу проведено нараду-семінар директорів медичних училищ та коледжів України (29-30 травня).
1996 рік
Проведений перший випуск медико-біологічного ліцею в кількості 29 чоловік (класний керівник — Жураківська Л. С.). Золоті медалі отримали 5 чоловік (Голгер С., Токар О., Черчик Н., Тягар I., Гнатюк Ю.); срібні медалі — двоє (Черешнюк Н., Зважій I.).
21 випускник зарахований до коледжу, 4 навчаються у вузах.
27 вересня 1996 року коледж відсвяткував своє 75-річчя.
Відбувся регіональний конкурс «Найкращий за фахом» серед медсестер III курсу. Перше місце отримала команда коледжу. Її готували викладачі: Любарець Г. У., Струк І. Г., Мельничук К.I., Ілясов С. В., Новицька Л. А., Титаренко Г. Г., Кучко В. А. Ведучі конкурсу — викладачі Павленко I.Ю. i Лойко О. О. Згідно з Постановою Кабінету Міністрів «Про створення Української військово-медичної академії» № 820 від 16.10.1995 р., рішення колегії Міністерства охорони здоров'я України «Про результати прийому до вищих медичних закладів МОЗ України в 1996 році» № 14 від 20.11.1996 р., спільного наказу Міністерства оборони України та Міністерства охорони здоров'я України № 346/450 від 8.12.1997 р. з 1 вересня 1997 року на базі коледжу розпочалася підготовка помічників військових лікарів для Збройних Сил України з освітньо-кваліфікаційним рівнем «Бакалавр».
Випускники відділення підготовки помічників лікарів для Збройних Сил України готуються для роботи у військових частинах на посадах начальників медичних пунктів батальйонів, начальників медичних служб. По закінченню коледжу випускники отримують диплом помічника лікаря і військове звання «лейтенант медичної служби».
Підготовка військових медиків у Вінницькому медичному коледжі стала продовженням традицій, які започатковані у 1969 році.
1997 рік
Розпочато випуск інформаційних листів «Творчий пошук» із серії «Педагогика і методика» і «Навчально-виховна та організаційна робота»
На базі коледжу проведена ХІІІ науково-практична конференція вищих медичних закладів освіти І та ІІ рівнів акредитації Вінницького регіону з виданням тез доповідей.
Проведено другий випуск медико-біологічного ліцею (класний керівник — Бєлова З. П.). В конкурсі «Найкраща група коледжу» група посіла перше місце. З 30 чоловік золоту медаль отримали 4 випускники: Баєва Л., Довгополюк О., Засипкіна О., Косьмина А. 5 випускників — срібну медаль: Реліцький В., Магдебура С., Остапенко Л., Лободзинська О., Родюк О.
21 випускник зарахований до коледжу, 7 поступили до вищих навчальних закладів.
1998 рік
Відбувся перший випуск 25 медсестер-бакалаврів денної форми навчання.
14 травня в регіональному конкурсі «Найкращий за фахом» серед фельдшерів III курсу команда у складі: Лавренюк I., Човган Н., Синюшко I. посіла перше місце.
В регіональній олімпіаді з ділової української мови, яка відбулася 21 травня 1998 року, команда коледжу у складі: Слободян М., Пінтя Т., Пашковської Т. посіла перше місце.
Проведена XIV науково-практична конференція вищих медичних закладів освіти I та II рівнів акредитації Вінницького регіону на тему: «Медсестринство».
2000 рік
9 червня відбулося перше урочисте прийняття військової присяги на вірність народу України студентами третього курсу відділення підготовки помічників лікарів для Збройних Сил України.
2001 рік
Проведено ліцензування спеціальності «Лікувальна справа» за II рівнем акредитації, кваліфікація «Помічник лікаря-бакалавр медицини для Збройних Сил України». Отримано сертифікат на 125 осіб зазначеної спеціальності.
У червні Головним управлінням освіти, науки та інформаційно-аналітичного забезпечення МОЗ України на базі Вінницького медичного коледжу була проведена нарада медичних училищ та коледжів України з питань діагностичної оцінки новостворених стандартів освіти зі спеціальностей «Сестринська справа» та «Лікувальна справа».
Здійснено перший випуск 94 фахівців зі спеціальності 6.110100 «Лікувальна справа» за кваліфікацією «Помічник лікаря-бакалавр медицини для Збройних Сил України» та 8 медсестер-бакалаврів вечірньої форми навчання.
Із 100 зарахованих на І курс до фіналу дійшло 94. Серед них 9 навчались 6 років, тобто закінчили медико-біологічний ліцей (2 роки) і 4 курси військового бакалаврату. Із них Вдовиченко О., Зінченко В., Реліцький В., Свінцова К. одержали дипломи з відзнакою. Випускники Івко А., Дерунець Ф. 4 роки були стипендіатами президента України, 20 випускників одержали диплом з відзнакою; Марущак І. — срібний призер чемпіонату Поділля з бодібілдінгу, дворазовий чемпіон області з культуризму.
Коледж відмітив своє 80-річчя.
2002 рік
Аматорський хоровий колектив коледжу підтвердив звання «Народний», керівник Качуровський І. М. Проведено ІІІ науково-практичну конференцію з питань розвитку медсестринства на Вінниччині з виданням збірки тез доповідей учасників конференції. Згідно з наказом № 321 Управління Охорони Здоров'я обласної держадміністрації на базі міської лікарні геріатричного відділення створено і функціонує відділення медсестринського догляду за пацієнтами похилого віку, завідувачем якого призначена викладач коледжу Кучанська Г. Б. Робота здійснюється в геріатричному відділенні та на терапевтичних дільницях надається медична допомога самотнім пацієнтам разом із медичними сестрами організації Червоного Хреста Ленінського району.
Коледж взяв участь в студентському конкурсі «Супер-проффі»; команда нагороджена Дипломом в номінації «Супер — таланти».
Проведено регіональний конкурс «Викладач року». (Найкращий викладач історії України).
Починає виходити студентська газета Вінницького медичного коледжу «Ліцеїст-коледжанин». Головний редактор Попроцька Н. М., редколегія з числа студентів: Рябошапка В., Данілевич Н., Ульянова Н., Савяк Г., Шедько О., Нагорняк О.. Мацієвич М.

### Сучасність
Директором коледжу на підставі результатів конкурсу став Андрієвський Іван Юрійович.
Проведені такі заходи:
1. На базі 9 класів відкрита спеціальність «Фармація». Зусилля колективу направлені на створення навчально-матеріальної бази для спеціальності (кадри, кабінети, лабораторії, навчально-методичне оснащення кожного заняття тощо).
• Проведена конференція «Актуальні питання медико-соціальної реабілітації». Конференція дала відповіді на багато питань і була корисною для студентів і викладачів. Організатор конференції Зубенко Т. Л. — зав. медсестринським відділенням.
• У шостому Всеукраїнському конкурсі професійної майстерності студентів медичних училищ та коледжів «Ескулап» Борячук Юлія стала переможцем конкурсу, посів перше місце. Зараз вона студентка медичного університету. — Випущений інформаційний лист «Творчий пошук» № 19, присв'ячений 10-річчю медико-біологічного ліцею на базі коледжу. Про наслідки роботи коледжу свідчить наведений аналіз: Аналіз подальшого навчання випускників-ліцеїстів 1994—2004 рр.
— Інформаційний лист «Творчий пошук» № 20 «Щоб пам'ятали…», присв'ячений 60-річчю Перемоги радянського народу над фашистськими загарбниками, зацікавив студентську громаду змістом творів, думкою про сторінки великого подвигу народу за свободу своєї Батьківщини.

### 90 річний ювілей коледжу
У жовтні 2011 році Вінницькому медичному коледжу ім.акад. Д. К. Заболотного виповнилось 90 років. Ця подія належить до сторінок вітчизняної історії, є яскравим прикладом її гордості та слави. У 1921 році в Вінниці було відкрито фельдшерсько-акушерські курси (школа) Творча праця всіх членів педагогічного колективу, допоміжного персоналу, історичні традиції дозволили створити відмінну навчально-матеріальну і наукову бази для підготовки спеціалістів високого ґатунку для практичної охорони здоров'я. За 90 років існування Вінницький медичний коледж дав путівку в життя понад 30000 випускникам, які своєю плідною працею, досягненнями поширюють, примножують славу на ниві охорони здоров'я За 90 років неодноразово змінювався статус навчального закладу: курси, школа, медичний технікум, медичне училище. У 1966 році Вінницькому медичному училищу з нагоди 100 річчя з дня народження відомого вченого епідеміолога присвоєно ім'я академіка Данила Кириловича Заболотного. В 1994 році Вінницьке медичне училище ім. акад. Д. К. Заболотного ліцензовано за II рівнем акредитації і отримано статус Вінницького медичного коледжу ім. акад. Д. К. Заболотного. Згідно з ліцензією Вінницькому медичному коледжу надано право на провадження освітньої діяльності, пов'заної з наданням вищої освіти на рівні кваліфікаційних вимог за такими спеціальностями: I рівень акредитації — «Лікувальна справа», «Сестринська справа», (денна і вечірня форма), «Лабораторна діагностика», «Стоматологія ортопедична», «Медико-профілактична справа», «Акушерська справа», «Фармація»; II рівень акредитації — «Сестринська справа» (денна і вечерня форми). При коледжі діє медико-біологічний ліцей, до якого зараховуються учні шкіл м. Вінниці та Вінницької області, що закінчили 9 класів з відзнакою, або з успішністю від 7 до 12 балів. Викладацький склад налічує 187 осіб, в тому числі докторів наук. професорів — 2 , кандидатів наук, доцентів — 6. Здобутки коледжу знайшли визнання у Москві. де у 1990 році викладачі стали лауреатами 3 Всесоюзного конкурсу, а у 1991 році на ВДНГ СРСР нагороджені срібними медалями у 1988 році — 1-ше місце із врученням Перехідного Червоного Прапора Мін.охорони здоров'я СРСР і ЦК профспілок медпрацівників. Винницький медичний коледжу 2005 році став лауреатом рейтингу «Найкращі підприємства України» в номінації «Освіта». Коледж співпрацює з Вищою пед. школою ім. Я.Кохановського з Польщі, Громадським медичним коледжем Грента Мак Юєна з Канади. На честь 55 річчя присвоєння навч. закладу імені академіка Д. К. Заболотного та 90 річчя коледжу на території відкрито пам'ятник великому вченому, нашому земляку, академіку Д. К. Заболотному. Біля витоків створення навчального закладу, зміцнення навчально-матеріальної бази для підготовки медичних кадрів в різні часи стояли директори: Реміга О. Л., Лойферман О. І.,Тарасюк В. С. Зараз очолює коледж канд.мед.наук Андрієвський І. Ю..Для цих людей важливою була і є мудрість: «…хочеш змінювати державу — виховуй юнацтво». Серед випускників коледжу відомі вчені, діячі і керівники структурних підрозділів охорони здоров'я, заслужені лікарі, медсестри, фельдшери та інші спеціалісти: Двічі Герой Рад Союзу Бойко І. Н., Герой рад. Союзу Ковальчук І. І. , Рябчинська Ю.-чемпіонка XX Олімпійських ігор, Чухрієнко Д. П. — професор Дніпропетровського медуніверситету, Романчишин А. П. — професор хірургії, заслужений лікар Російської Федерації Трояновський В. П. — доцент кафедри соціальної гігієни, Артемчук М. — професор ВНМУ ім. М. І. Пирогова та інші. Сьогодні коледж має сучасну матеріальну базу : 2 навчальних корпуси, 2 студентських гуртожитки, 2 спортивні зали, спортивні тренажери, тенісні корти. У навчальних закладах діють 2 їдальні, 2 актові зали дискоклуб з необхідною музичною апаратурою та відеотехнікою, для практичної підготовки обладнані навчальні кімнати в лікувально-профілактичних і санітарно-епідеміологічних установах міста. В коледжу створено технічний центр, який забезпечує створення навчальних відеофільмів з усіх предметів.

## Відомі випускники
- Сергій Рокіцький — капітан медичної служби, військовий лікар 24-ї окремої Залізної механізованої бригади (Яворів). Загинув під час АТО.